# 訃報 1998年6月
訃報 1998年6月（ふほう 1998ねん6がつ）では、1998年（平成10年）6月中に物故した、又は物故が報じられた人物についてまとめる。

## （1日 - 15日）

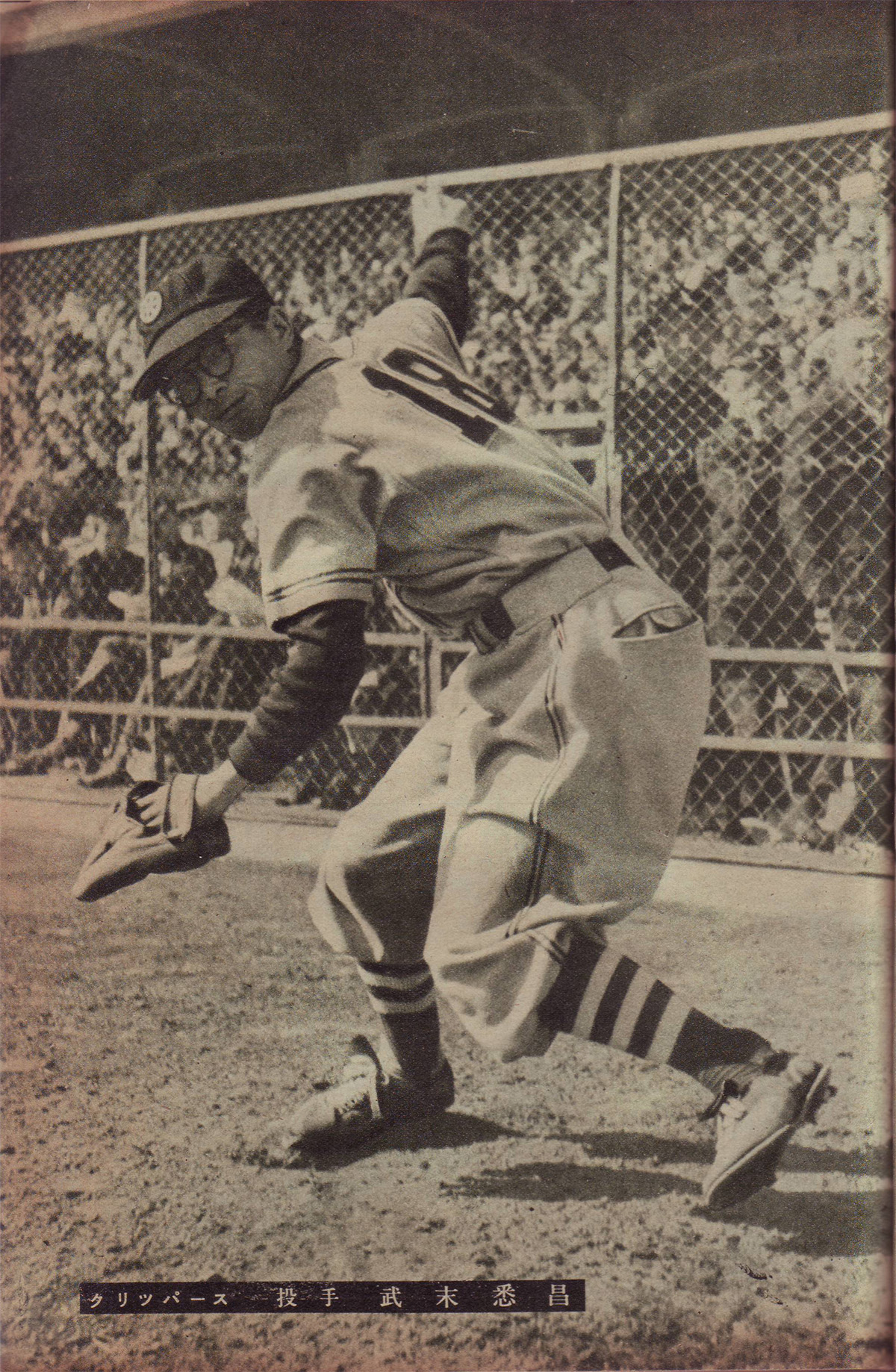
武末悉昌／6月2日没

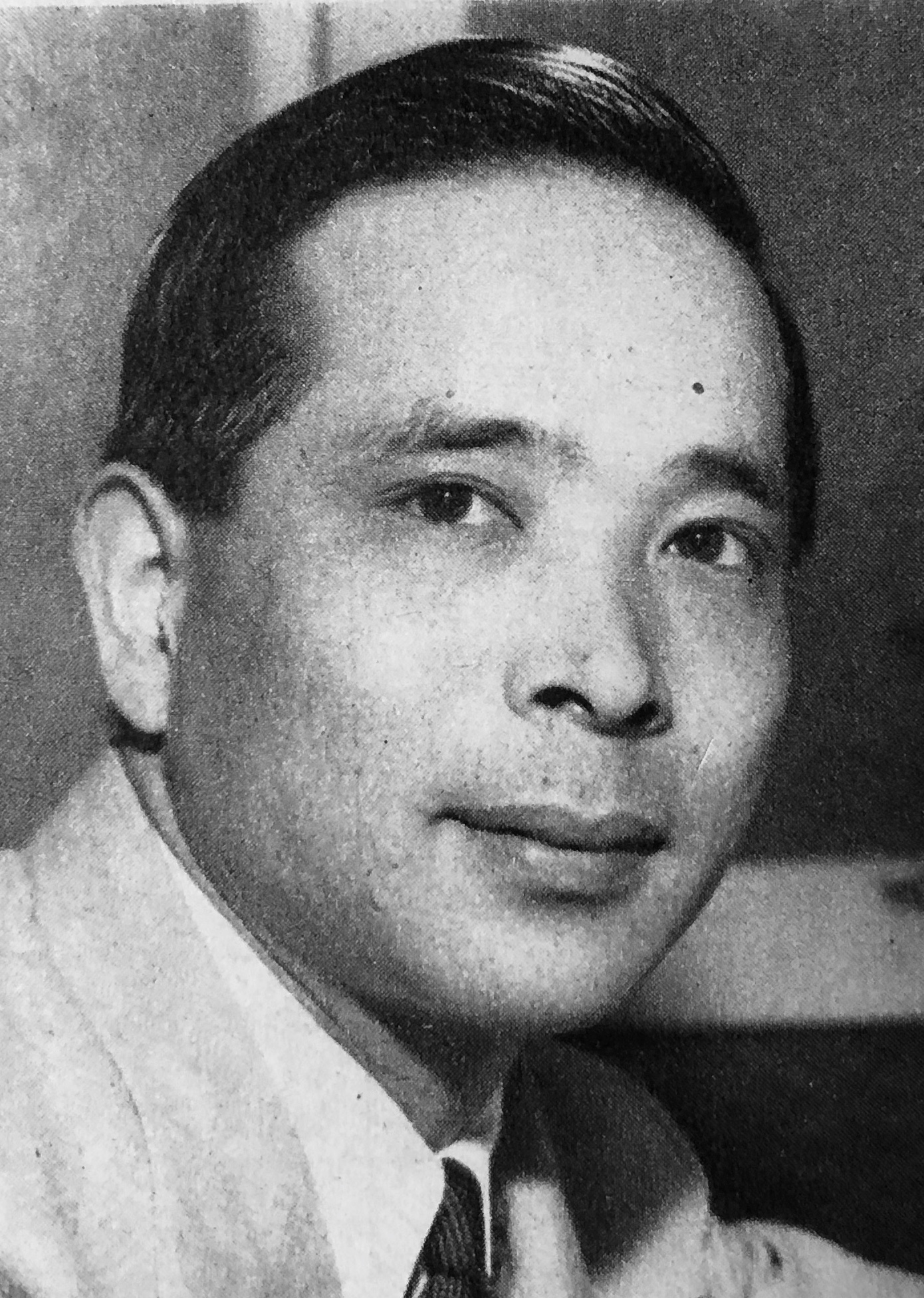
吉田正／6月10日没

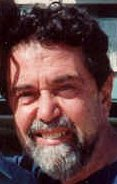
レオ・ブスカーリア／6月12日没

- 6月1日 - 松田道雄、育児評論家・医師（* 1913年)
- 6月2日 - 武末悉昌、元プロ野球選手（* 1922年)
- 6月8日 - 油井正一、ジャズ評論家（* 1918年）
- 6月9日 - 円子宏、プロ野球選手（* 1933年）
- 6月10日 - 塚本幸一、実業家・ワコール創業者（* 1920年)
- 6月10日 - 吉田正、作曲家（* 1921年)
- 6月11日 - 土橋寛、日本文学者、万葉学者（* 1909年）
- 6月12日 - レオ・ブスカーリア、教育学者（* 1924年）
- 6月12日 - 沢風富治、元力士（* 1936年）

## （16日 - 30日）

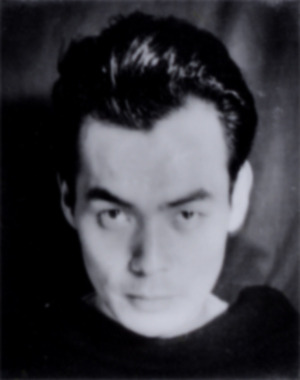
石原豪人／6月19日没

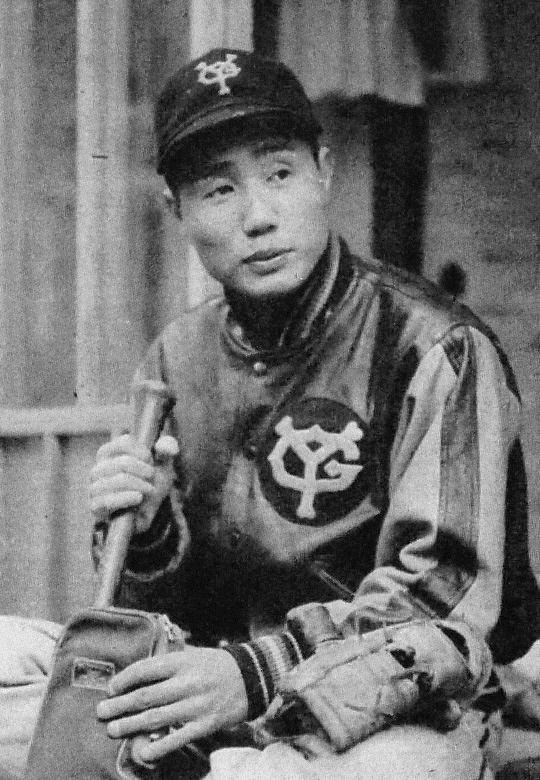
加倉井実／6月23日没

- 6月19日 - 石原豪人、挿絵画家、イラストレーター（* 1923年）
- 6月21日 - アル・キャンパニス、MLBゼネラルマネージャー （* 1916年）
- 6月22日 - 高田好胤、僧侶・薬師寺管主（* 1924年）
- 6月23日 - 加倉井実、プロ野球選手（* 1934年）
- 6月24日 - 田中精一、実業家（* 1911年）
- 6月25日 - 高木俊朗、映画監督、脚本家、ノンフィクション作家（* 1908年）
- 6月27日 - 牧冬吉、俳優（* 1930年）
- 6月30日 - 入矢義高、中国文学研究者（* 1910年）